# 社会自由联盟
社会自由联盟（羅馬尼亞語：Uniunea Social Liberală，USL）是罗马尼亚的一个已不存在的政党联盟。该联盟于2011年2月5日成立，创始成员包括社会民主党、国家自由党和保守党。
2012年6月10日，该联盟赢得地方选举，同年12月9日又赢得议会选举。
2012年8、9月，社会民主党与全国进步联盟（National Union for the Progress of Romania）组建了中間偏左联盟（Centre-left Alliance）。国家自由党和保守党則组建了中間偏右联盟（Centre-right Alliance）。
社會自由聯盟曾於2012年對總統特莱扬·伯塞斯库再度進行彈劾，但於全民公投失敗，未能通過。